# Xodiac
Xodiac (кор. 소디엑) — південнокорейський бой-бенд, створений One Cool Jacso. Гурт складається з дев'яти учасників: Хьонсіка, Зайяна, Лекса, Бомсу, Ґюміна, Вейна, Сіна, Давіна і Лео. Гурт офіційно дебютував 25 квітня 2023 року, випустивши цифровий сингл «Throw A Dice».

## Кар'єра

### До дебюту
До дебюту гурту кілька учасників брали участь в різних реаліті-шоу на виживання. Зайян брав участь у шоу Rising Star Indonesia у 2018 році та Indonesian Idol у 2019 році. У 2019 році Хьонсік брав участь у реаліті-шоу Mnet на виживання Produce X 101. Однак він не потрапив до остаточного складу чоловічого гурту X1. У 2021 році Лекс брав участь у шоу Loud під своїм ім'ям при народженні Зо Ду Хьон. Він вибув у фінальному раунді шоу.

### 2023–дотепер: дебют із «Throw A Dice»
Xodiac офіційно дебютували 25 квітня 2023 року з цифровим синглом «Throw A Dice». 7 червня гурт випустив свій перший мініальбом Throw A Dice.

## Учасники
- Хьонсік (кор. 현식)
- Заян (кор. 자얀)
- Лекс (кор. 렉스) — лідер[5]
- Бомсу (кор. 범수)
- Ґюмін (кор. 규민)
- Вейн (кор. 웨인)
- Сін (кор. 씽)
- Давін (кор. 다빈)
- Лео (кор. 레오)

## Дискографія

### Мініальбоми
| Назва        | Деталі | Пікові позиції у чартах | Продажі                 |
| Назва        | Деталі | KOR                     | Продажі                 |
| ------------ | --- | ----------------------- | ----------------------- |
| Throw A Dice | - Реліз: 7 червня 2023 - Лейбл: One Cool Jacso Entertainment - Формат: CD, цифрове завантаження, стриминг Трек-лист 1. «Throw A Dice» 2. «Special Love» 3. «Calling» 4. «Midnight Sky» 5. «Always» | 37                      | - Південна Корея: 9,506 |

### Сингл-альбоми
| Назва    | Деталі | Пікові позиції у чартах | Продажі                  |
| Назва    | Деталі | KOR                     | Продажі                  |
| -------- | --- | ----------------------- | ------------------------ |
| Only Fun | - Реліз: 30 жовтня 2023 - Лейбл: One Cool Jacso Entertainment - Формат: CD, цифрове завантаження, стриминг | 24                      | - Південна Корея: 12,000 |

### Сингли
| Назва          | Рік  | Альбом       |
| -------------- | ---- | ------------ |
| «Throw a Dice» | 2023 | Throw a Dice |
| «Special Love» | 2023 | Throw a Dice |
| «Lemonade»     | 2023 | Lemonade     |
| «Only Fun»     | 2023 | Only Fun     |